# Léon Metzner
Léon Metzner (* 1856; † 1911) war ein Schweizer Fotograf, der in La Chaux-de-Fonds tätig war. Neben Porträts, die er im Atelier aufnahm, hinterliess er auch Landschafts- und Architekturaufnahmen.

## Leben
Leon Metzner, Sohn des Fotografen Paul Metzner, war zeitweise im Atelier seines Vaters tätig, das unter dem Namen «P. Metzner & fils» geführt wurde und sich in der Rue de l'Hôpital befand, ehe er unter seinem eigenen Namen in der Rue du Parc weiterarbeitete. Seine fotografische Tätigkeit in La Chaux-de-Fonds ist für die Zeit von etwa 1883 bis ungefähr 1904 nachweisbar. Er beteiligte sich 1893 an der Exposition Internationale de Photographie in Genf und erhielt für seine Beiträge eine lobende Erwähnung. 1896 wurde ihm, ebenfalls in Genf, eine Silbermedaille zugesprochen. Damals war er auch an der Schweizerischen Landesausstellung beteiligt. In jüngerer Zeit wurden Metzner-Bilder in der Ausstellung «Fotografien 1860–2015» des Schweizerischen Nationalmuseums ausgestellt.
Werke Metzners befinden sich in der Bibliothèque de la Ville de La Chaux-de-Fonds, im Schweizerischen Nationalmuseum und im Château et musée de Valangin.

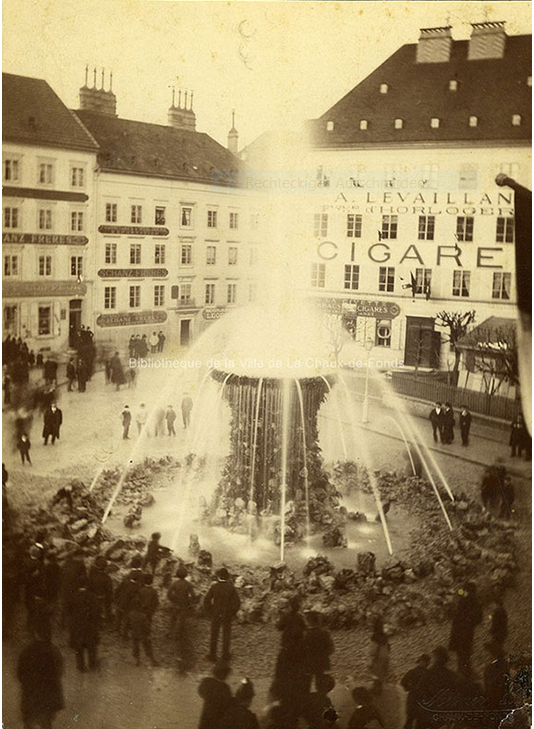
Einweihung der Grande Fontaine in La Chaux-de-Fonds 1887
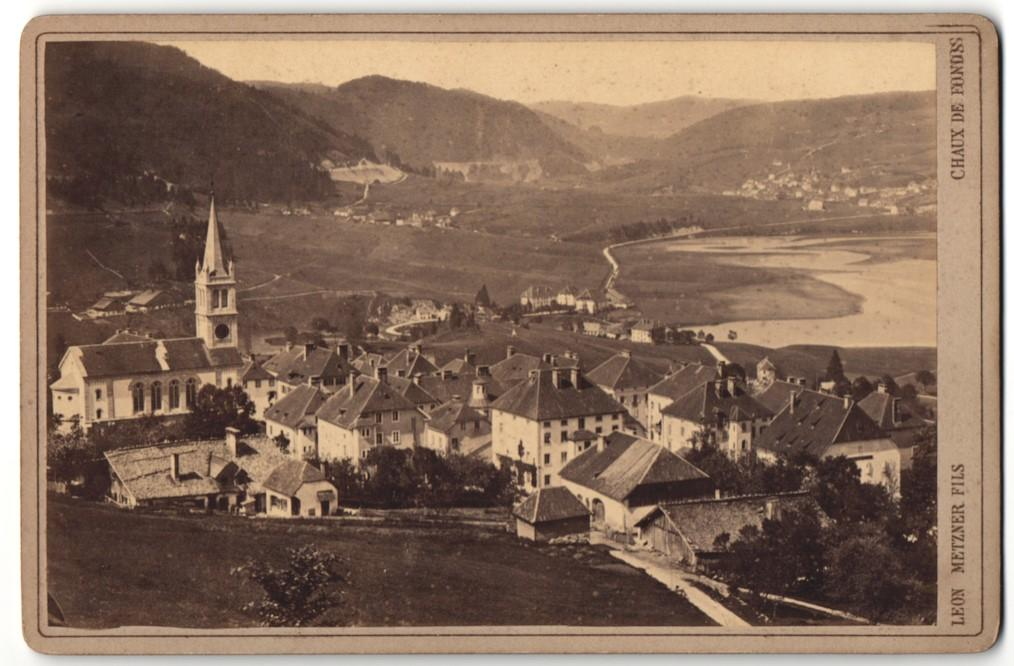
Blick über Les Brenets
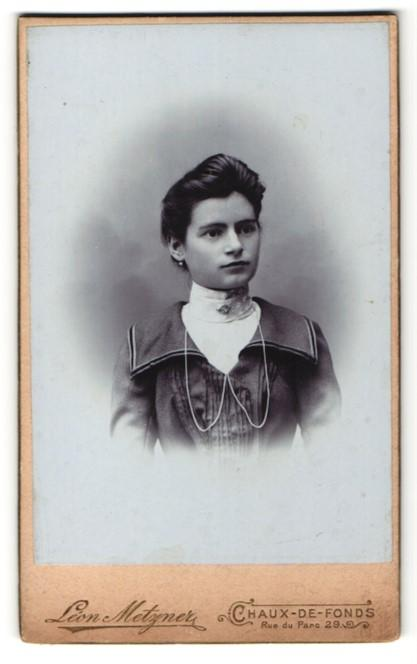
Porträt einer Dame
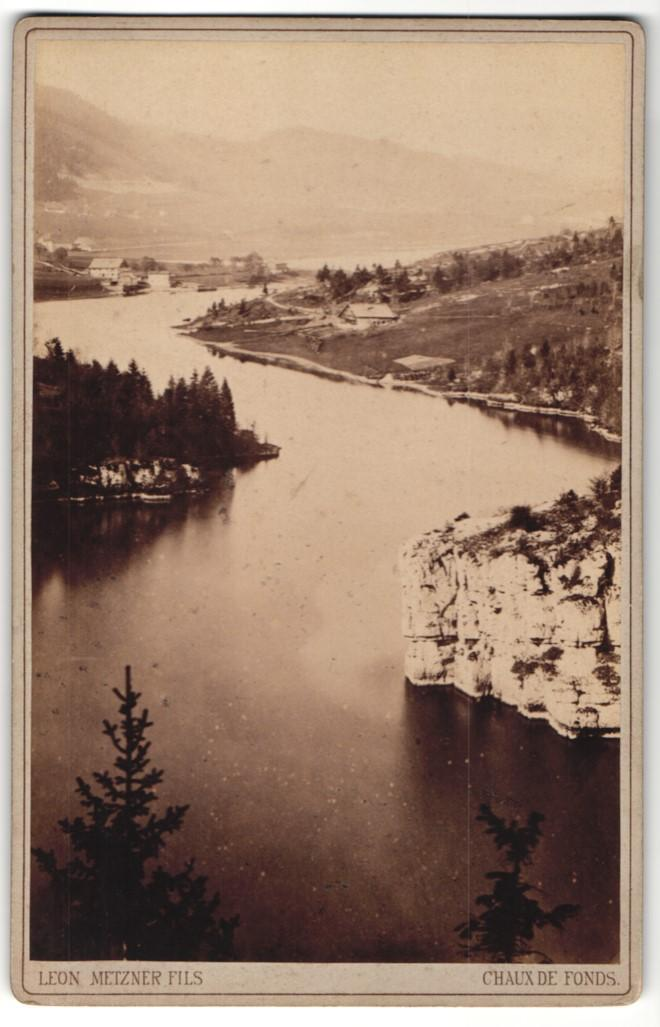
Blick über den Doubs?
«Reproduktion» eines Porträtbildes durch Metzners jüngeren Zeitgenossen Eugène Cattin